# Triplophyllum batesii
 (novembre 2017).
Espèce
Triplophyllum batesii est une espèce de fougères endémique du Cameroun, de la famille des Tectariaceae.